# عباس رزیجی
عباس رزیجی (متولد ۲۰ فروردین ۱۳۶۳ در اهواز)یک کارگردان، تهیه‌کننده و نویسنده است. فارغ‌التحصیل مقطع دیپلم ازهنرستان عالی هنرهای تجسمی اهواز، فارغ‌التحصیل مقطع کارشناسی گرایش بازیگری با درجه عالی از دانشکده هنر دانشگاه آزاد اراک ۱۳۸۴، فارغ‌التحصیل مقطع کارشناسی ارشد گرایش کارگردانی با درجه عالی از دانشکده هنر و معماری تهران ۱۳۸۹و از شانزده سالگی وارد تئاتر شده‌است، ابتدا با بازیگری و در ادامه با دستیاری کارگردان و اکنون با کارگردانی.

## فیلم‌های داستانی

### ۱- فیلم فراموشی، سال ۱۳۸۹ (نویسنده و کارگردان)
در این فیلم به تهيه كنندگي حسن شمس بازیگرانی همچون سارا خوئینی‌ها، سیاوش خیرابی، شراره رخام، سیروس گرجستانی، مهوش وقاری، مرتضی ضرابی، احمد پور مخبر و عباس محبوب بازی کرده‌اند و فیلم فراموشی داستان دختری به نام مستانه است که در چهل و چند سالگی دچار بیماری آلزایمر شده و…

### ۲- فیلم این زن‌ها، سال ۱۳۹۱ (نویسنده و کارگردان)
در این فیلم به تهيه كنندگي حسن شمس بازیگرانی همچون لیلا اوتادی، مرجانه گلچین، رامتین خدا پناهی بازی کرده‌اند و فیلم این زن‌ها داستان خانمی که مدیر یک شرکت است و به دلیل اینکه نتوانسته ازدواج موفقی داشته باشد با سخت گیری به کارمند خود زمینه دخالت همسر او را فراهم کرده که باعث ...

### ۳-فیلم سینمایی دم سرد، سال ۱۳۹۵ (نویسنده، تهیه کننده و کارگردان)
در این فیلم بازیگرانی همچون بیتا بادران، نادر نادرپور، پریچهر ریالی، مجید مظفری بازی کرده‌اند. این فیلم اولین حضور بین‌المللی خود را با اکران در ایتالیا آغاز خواهد کرد. این فیلم در بیشتر از ۵۰ فستیوال بین‌المللی حضور موفق داشته و جوایز بسیاری را نصیب سینمای ایران نموده است که از آن جمله می‌توان به جایزه بهترین فیلم بلند سینمایی از جشنواره ریجفیلد آمریکا (Ridgefield Independent Film Festival)  ، جایزه ویژه هیات داوران از جشنواره دریاچه ماموت آمریکا (Mammoth Lake Film Festival) ، جایزه بهترین فیلم بلند سینمایی از جشنواره کالت کلکته هندوستان (Calcutta International Cult Film Festival) ، جایزه بهترین کارگردانی فیلم اول سینمایی از جشنواره اکشن آن فیلم آمریکا (Action On Film Festival) ، جایزه بهترین بازیگر نقش اول زن از جشنواره سالنتو ایتالیا (Salento International Film Festival) و ... اشاره نمود.
این فیلم در بخش مسابقه فیلمهای سینمایی دومین جشنواره فیلم سلامت پذیرفته شد ولی در جدول اکران فیلمها درج نگردید. دبیرخانه جشنواره علت این عمل را نداشتن پروانه نمایش اعلام کرد ولی با این حال حاضر شد که فیلم را در میان سایر آثار داوری نمایند. تهیه کنندگان این فیلم به دلیل احترام به مخاطبانی که انتظار دیدن دم سرد را داشتند از داوری و حضور فیلم در جشنواره انصراف دادند.

## فیلم‌های داستانی (انتخاب بازیگر)
- فیلم سینمایی صبح خاکستر، سال ۱۳۹۱، کارگردان حسن ناظر (تولید انگلیس و ایران، محصول کمپانی ورد فیلم پروداکشن)[۳]
- فیلم سینمایی ملک سلیمان، سال ۱۳۸۹، کارگردان شهریار بحرانی (انتخاب بازیگر اپیزود اورشلیم، در تیتراژگروه کارگردانی قید شده)[۴]
- فیلم سینمایی دختران، سال ۱۳۸۸، کارگردان قاسم جعفری (همراه با دستیار کارگردانی)
- فیلم سینمایی محرمانه تهران، سال ۱۳۹۰، کارگردان مهدی فیوضی (همراه با بازیگری)
- تله تئاتر خاطرات یک روزنامه‌نگار، کارگردان ناصر نورانی

## فیلم‌های داستانی (بازیگردانی)
- فیلم سینمایی محرمانه تهران، سال ۱۳۹۰، کارگردان مهدی فیوضی
- فیلم سینمایی دختران، سال ۱۳۸۸، کارگردان قاسم جعفری
- فیلم سینمایی ملک سلیمان، سال ۱۳۸۹، کارگردان شهریار بحرانی
- سریال جاودانگی، سال ۱۳۹۰، کارگردان اکبر منصور فلاح (بازیگردانی سکانسهای عربی همراه با بازیگری)

## فیلم‌های داستانی (سایر موارد)
- مشاور کارگردان و تدوینگر فیلم تلویزیونی رؤیای پاییزی (کارگردان حدیث شعاعی)
- مجری طرح فیلم ویدئویی تاوان (کارگردان نادر نادرپور)

## تئاتر (کارگردانی)
- واپسین روایت از شام عروسک چینی (نویسندگان: هوشنگ گلشیری، رضا مجابی و عباس رزیجی)
- ملودی ورشو (نویسنده لیونید زورین)
- اتللو (نویسنده ویلیام شکسپیر)
- مردی که گلی بر دهان داشت (نویسنده لوییجی پیراندللو)
- الم ۱۵۹۲ (بر اساس شعری از برتولت برشت)، بازخوان: عباس رزیجی (اجرا در فستیوال مون لهستان)
- بازی عشق و مرگ (نویسنده: رومن رولان)، کاندید دریافت چهار جایزه از جشنواره بین‌المللی تیاتر دانشگاهی
- شاخک نقره‌ای (نویسنده: مرجان امیر ارجمند)، نمایش برگزیده جشنواره تیاتر کودک[۵]
- افسانه گربه (نویسنده: سیمین امیریان)[۶]

## فیلم‌های مستند (کارگردانی)
- MIS (دربارهٔ مسجد سلیمان)[۷]
- مستند صنعتی شرکت پتروشیمی دماوند
- مستند صنعتی شرکت پتروایران
- مستند صنعتی شرکت پالایش نفت لاوان
- مستند صنعتی شرکت پالایش نفت بندر عباس
- مستند صنعتی نیروگاه برق شهید مفتح همدان
- مستند صنعتی شرکت بین‌المللی حمل و نقل خلیج فارس
- مستند بزرگراه ابریشم (دربارهٔ تولید ابریشم)
- مستند سینمایی قصری با دیوارهای قرمز (دربارهٔ داوود روستایی)

## حوزه‌های تحقیقاتی
- آمفی فوتبال میدانگاهی برای درامپردازی پست دراماتیک
- تیاتر کوچکان (مقاله برگزیده دومین همایش ملی علوم انسانی و هنر/ اساتید و دانشجویان کشور)[۸]
- تیاتر کودک
- تله تیاتر یا تیاتر تلویزیونی در ایران

## ترجمه و تألیف کتاب
- چاپ چهل و چهارم چند داستان کوتاه برای بخاری
- نمایشنامه "علامت سؤال " نوشته جورج لوللی[۹]
- "تئاتر کودکان" در روسیه نوشته سرگیی ابراتستف

## حوزه‌های مدیریتی
- مدیر عامل و عضو هیئت مدیره شرکت هنری تصویر موج نو از سال [۱۰] ۱۳۹۰
- مدیر انجمن کارگردانان خانه تیاتر دانشگاهی ایران ۱۳۸۹
- مدیر داخلی مجله هنرمند (حوزه هنری) ۱۳۸۰
- مؤسس انجمن صنفی انتخاب بازیگران و بازیگردانان سینمای ایران ۱۳۹۱
- رئیس دپارتمان هنر آموزشگاه عالی امیر کبیر دانشگاه پیام نور ۹۱–۱۳۹۰
- عضو پیوسته آیفیک

## نقد ، تحلیل و گفتگوهای مهم
- نقد نمایش عادل‌ها، کارگردان قطب الدین صادقی - روزنامه بانی فیلم
- نقد نمایش سانتاکروز، کارگردان هما روستا - روزنامه بانی فیلم
- نقد نمایش در میان ابرها، کارگردان امیر رضا کوهستانی - روزنامه بانی فیلم
- نقد نمایش کابوس خیابان هفدهم، کارگردان مسعود موسوی - روزنامه بانی فیلم
- نقد نمایش محال هم ممکن است، کارگردان سیروس همتی - روزنامه بانی فیلم
- نقد سریال شب‌های برره، کارگردان مهران مدیری - روزنامه بانی فیلم[۱۱]
- نقد نمایش مرغ دریایی، کارگردان محمد رضا خاکی - مجله سروش
- مروری بر تأثیر تلویزیون بر سینما - مجله سروش
- متن مهم‌ترین عامل جذب تماشاگر - مجله سروش
- سینمای مؤلف - مجله هنرمند
- آسیب‌شناسی سینمای دیجیتال و ویدئویی (در قالب گفتگو) - هفته‌نامه نقد حال
- مقاله سیاه‌نمایی در مناظره‌ها و فیلمهای سیاه نما - روزنامه شرق شماره ۲۸۵۶
- نقد فیلم سینمایی ایران سرای من است - مجله هنر و تجربه شماره ۲۹
- نقد مستند سینمایی آی آدمها - مجله هنر و تجربه شماره ۳۰
- سینمای ایران مدیر لایق و نترس کم داشته (در قالب گفتگو) - روزنامه سراسری نسل فردا شماره ۵۴۸۸
- تحقیقاتم در «دم سرد» بر پایه نظریات امام (ره) بود (در قالب گفتگو) - تاریخ انتشار: ۰۵ خرداد ۱۳۹۶ - ۰۸:۵۵ خبرگزاری ایکنا